# Alan Cheetham
Alan Herbert Cheetham  (* 30. Januar 1928 in El Paso, Texas) ist ein US-amerikanischer Paläontologe.
Cheetham wuchs in Taos in New Mexico auf. Er studierte am New Mexico Institute of Mining and Technology mit dem Bachelor-Abschluss 1950 und an der Louisiana State University mit dem Master-Abschluss in Geologie 1952 (bei Norman D. Newell) und wurde 1959 an der Columbia University in Paläontologie promoviert. Ab 1954 war er Instructor und später Associate Professor an der Louisiana State University. 1961/62 war er als Fellow der National Science Foundation am British Museum of Natural History in London und 1964/65 Gastprofessor an der Universität Stockholm. Ab 1966 war er Associate Curator und ab 1969 Kurator für Paläobiologie an der Smithsonian Institution. Ab 1987 war er dort Senior Geologist. 2001 ging er in den Ruhestand und zog nach Santa Fe.
Er befasst sich insbesondere mit känozoischen Bryozoen und testete (und bestätigte) dort die Theorie des Punktualismus (Punctuated Equilibrium) aus den Fossilaufzeichnungen, überwiegend aus dem Neogen von Panama, Costa Rica, Venezuela und der Dominikanischen Republik. Um zu sehen, wie sich Genotyp und Phänotyp (Kalkskelett) zueinander verhalten, unternahm er auch Züchtungsexperimente mit rezenten Bryozoen.
Von 1982 bis 1984 sowie von 1986 bis 1988 war er Associate Editor von Paleobiology.
2001 erhielt er die Paleontological Society Medal und 1997 die Raymond C. Moore Medal for Paleontology. Er ist Fellow der American Association for the Advancement of Science.

## Schriften
- mit H. J. Sanner Metrarabdotos and Related Genera (Bryozoa: Cheilostomata) in the Late Paleogene and Neogene of Tropical America,  Paleontological Society Memoir 67, Supplement to Journal of Paleontology 81, 2007
- Evolutionary stasis versus change, in D. E. G. Briggs, P. R. Crowther (Herausgeber) Palaeobiology II, Blackwell Science, Oxford, 2001, S. 137–142
- mit J. Jackson Tempo and mode of speciation in the sea, Trends in Ecology and Evolution, Band 14, 1999, S. 72–77
- mit J. Jackson On the importance of nothing doing: an exhaustive study of tiny bryozoans supports the idea of punctuated equilibrium, Natural History, 6/1994, Seite 56–59
- mit J. Jackson, L. C. Hayek Quantitative genetics of bryozoan phenotypic evolution, Teil 1–3, Evolution, Band 47,1993, 1526–1538, Band 48, 1994, S. 360–375, Band 49, 1995, S. 290–296